# Шаккум, Мартин Люцианович
Ма́ртин Люциа́нович Шакку́м (род. 21 сентября 1951, Красногорск, Московская область) — российский государственный и политический деятель, депутат Государственной думы VII созыва от «Единой России», заместитель председателя комитета Госдумы по финансовому рынку. Член Высшего совета партии «Единая Россия». Участник президентских выборов 1996 года. Создатель и руководитель Социалистической народной партии России (СНПР).

## Биография
Родился 21 сентября 1951 года в Красногорске Московской области в семье латыша и русской. Среднее образование — СШ № 7 Красногорска. Окончил Калининградское высшее инженерное ордена Ленина Краснознамённое училище инженерных войск имени А. А. Жданова, затем Всесоюзный заочный инженерно-строительный институт. Три года работал сотрудником лаборатории Института космических исследований в Москве.
В 1978—1991 годах — инженер-наладчик, главный инженер, заместитель начальника, начальник Управления специальных работ Главмособлстроя.
С 1991 года до избрания в Государственную Думу ФС РФ — генеральный директор, вице-президент, президент Международного фонда экономических и социальных реформ (фонд «Реформа»). Этот фонд был создан Мартином Шаккумом вместе с академиками-экономистами Станиславом Шаталиным, Леонидом Абалкиным, политологом Андраником Миграняном и другими видными учёными и общественными деятелями. В 1996 году защитил кандидатскую диссертацию «Принципы и особенности реализации психобиографического метода изучения личности в деятельности руководителя».

### Участие в президентской кампании 1996 года
В 1996 году выдвигался кандидатом на президентских выборах, занял восьмое место.
В ходе избирательной кампании Мартин Шаккум опубликовал, в числе прочего, два указа, которые он собирался принять в случае своего избрания Президентом РФ. Первый указ назывался «О защите прав и свобод граждан от коррупции и произвола властей», второй — «О наведении государственного порядка в сфере экономики». В частности, в первом указе говорилось:
Образовать вертикаль исполнительной власти, исключающую возможность концентрации разнообразных форм власти в руках отдельных центральных и региональных элит.
Предполагалось «образовать на территории России в системе федеральных органов исполнительной власти 19 федеральных административных округов».
Указ также содержал следующее положение:
Обязать всех государственных служащих федеральных и региональных органов управления и депутатов выборных органов власти представить декларации о доходах и реестры всего принадлежащего им и их ближайших родственников, включая взрослых детей, имущества как в России, так и за рубежом.
Во втором указе предусматривалось, в частности, «установление надёжной системы контроля над денежными потоками и укрепление банковской системы страны путём её реорганизации и создания специальных инвестиционных банков».
В то же время он выступал в защиту естественных монополий, прежде всего, «Газпрома» и предостерегал от попыток их дробления в интересах зарубежного капитала.

### Работа в Государственной Думе
В 1999, 2003, 2007, 2011 годах избирался депутатом Государственной думы. Являлся руководителем подкомитета по делам Центробанка.
В декабре 1999 года Мартин Шаккум был избран депутатом Государственной Думы ФС РФ третьего созыва по Истринскому одномандатному избирательному округу № 105 (Московская область). Был поддержан избирательным блоком «Отечество — Вся Россия». На выборах Мартин Шаккум опередил в своём округе трёх действующих депутатов Государственной Думы, среди которых двое являлись председателями комитетов, и показал один из самых высоких результатов на выборах по одномандатным округам по проценту набранных голосов.
В Государственной Думе вошёл в состав депутатской группы «Регионы России». До апреля 2002 года занимал пост заместителя председателя Комитета Государственной Думы по кредитным организациям и финансовым рынкам; был председателем подкомитета Государственной Думы по деятельности Банка России, руководителем Комиссии по банкротству банков. При его участии был принят ряд законов, направленных на обеспечение большей прозрачности работы ЦБ и коммерческих банков, защиту прав вкладчиков.
С апреля 2002 года занял пост председателя Комитета по промышленности, строительству и наукоёмким технологиям.
В декабре 2003 года Мартин Шаккум был избран депутатом Государственной Думы ФС РФ четвёртого созыва от Истринского одномандатного избирательного округа № 106 (Московская область). Продолжал возглавлять Комитет Государственной Думы по промышленности, строительству и наукоемким технологиям.
В марте 2003 года был утверждён членом коллегии Государственного комитета Российской Федерации по строительству и жилищно-коммунальному комплексу.
Видный деятель «Единой России», в прошлом — первый вице-спикер Государственной Думы, а ныне — руководитель департамента по внутренней политике Администрации Президента РФ Олег Морозов так отзывался о Мартине Шаккуме:
Постоянно общаясь с Мартином Шаккумом с того момента, когда он вошёл в состав нашей группы, я понял, почему он выиграл на выборах с рекордным для Подмосковья результатом и обошёл в своём округе трёх маститых депутатов предыдущего созыва. Шаккум всегда доводит начатое дело до конца, он твёрд в своих обещаниях и убеждениях, умеет прекрасно ладить с людьми. Коллеги особенно ценят его глубокую компетентность. Он высококлассный экономист и серьёзный политик

### Работа в «Единой России»
В 2004—2006 годах Мартин Шаккум — член Президиума Генсовета ВПП «Единая Россия», с 2006 года — член Высшего Совета ВПП «Единая Россия».
В 2000 и 2004 годах в ряде выступлений и публикаций активно поддерживал кандидатуру В. В. Путина в ходе президентской избирательной кампании.

В июле 2006 года на встрече актива фракции «Единая Россия» с президентом Владимиром Путиным Мартин Шаккум публично предложил президенту вступить в партию и возглавить её. Корреспондент «Коммерсанта» Андрей Колесников так описывал это событие:
Ещё один депутат, Мартин Шаккум сказал президенту, что ему и остальным его товарищам по партии «хотелось бы видеть вас, Владимир Владимирович, национальным лидером, который определяет себя через такой институт, как политическая партия. Такой партией может и должна стать „Единая Россия“!» Мартин Шаккум закончил под гром аплодисментов и стон одобрения в зале. Речь его носила временами настолько философский характер, что господин Ильин мог бы гордиться таким учеником, как Мартин Шаккум.
Со своей стороны газета «Московский комсомолец» назвала выступление Шаккума «настоящим хитом» .
Мартин Шаккум неоднократно выступал от имени фракции «Единая Россия» в ходе отчетов правительства в Государственной Думе, правительственных часов и других мероприятий.
Мартин Шаккум курирует один из партийных проектов «Единой России» — «Урал Промышленный — Урал Полярный», цель которого — создание транспортной и промышленной инфраструктуры для освоения природных богатств Урала.
В декабре 2007 года Мартин Шаккум был избран депутатом Государственной Думы V созыва по спискам партии «Единая Россия». Возглавил Комитет Государственной Думы по строительству и земельным отношениям.
В 2010 году занял третье место в рейтинге депутатов-лоббистов русского издания журнала Forbes.
В декабре 2011 года Мартин Шаккум был избран депутатом Государственной Думы VI созыва по спискам партии «Единая Россия». Стал первым заместителем председателя Комитета Государственной Думы по земельным отношениям и строительству.
В сентябре 2016 года избран депутатом Госдумы VII созыва.

## Законотворческая деятельность
С 1999 по 2019 год, в течение исполнения полномочий депутата Государственной Думы III, IV, V, VI и VII созывов, выступил соавтором 299 законодательных инициатив и поправок к проектам федеральных законов.

## Награды
- Орден «За заслуги перед Отечеством» III степени (2012) — за большой вклад в развитие российского парламентаризма и активную законотворческую деятельность[6];
- Орден «За заслуги перед Отечеством» IV степени (2006) — за активное участие в законотворческой деятельности и многолетнюю добросовестную работу[7];
- Орден Дружбы (2003) — за активную законотворческую деятельность и многолетнюю добросовестную работу[8];
- Медаль «В память 850-летия Москвы»;
- Почётная грамота правительства Российской Федерации (2006) — за заслуги в законотворческой деятельности, активное участие в развитии парламентаризма в Российской Федерации и в связи со 100-летием учреждения Государственной думы в России[9];
- Почётной грамотой Государственной Думы.

## Публикации
Мартин Шаккум — автор большого количества статей и интервью в ведущих российских изданиях, таких как «Ведомости», «Независимая газета», «Российская газета», «Литературная газета», «Московский комсомолец», «Комсомольская правда», «Московские новости», «Компания», «Социалистическая Россия» и др.
Значительное число статей и интервью Мартина Шаккума увидели свет в изданиях, руководимых Евгением Ю. Додолевым — «Новом взгляде» и «Моей газете».

## Собственность и доходы
Согласно официальным данным, доход Шаккума за 2011 год составил сумму 5,16 млн рублей, доход супруги — 2,38 млн рублей. Семье депутата принадлежит земельный участок, жилой дом, два легковых автомобиля марок Mercedes-Benz и BMW.

## Личная жизнь
Проживает в деревне Глухово Красногорского района.